# Edgar (Montana)
Edgar é uma região censitária e uma comunidade não-incorporada do Condado de Carbon localizada no estado americano de Montana. Segundo o censo americano de 2010, possui uma população de 144 habitantes. Edgar situa-se ao sul de Rockvale e ao nordeste de Fromberg.
Edgar é uma pequena comunidade agrícola com silos e elevadores. Possui também um bar e um restaurante de grelhados e outras lojas. .